# Trolltjärnen (Järna socken, Dalarna)
Trolltjärnen är en sjö i Vansbro kommun i Dalarna och ingår i Dalälvens huvudavrinningsområde.